# Вулиця Івана Дяченка (Київ)
Ву́лиця Іва́на Дяче́нка — вулиця в Дарницькому районі Києва, розташована в межах місцевості Бортничі. Пролягає від вулиці Євгенія Харченка до Борової вулиці.
Прилучаються вулиці Варвари Маслюченко, Сергія Світославського, Суворова, Садова, Озерна, Нижній Вал (двічі), провулки: Отаманський, Березівський, Озерний.

## Історія
Вулиця виникла в першій половині XX століття.

## Установи та заклади
- № 10: Аптека № 123
- № 12: Поліклініка № 3 Дарницького району
- № 13: Школа 305

## Громадський транспорт
Маршрути маршрутних таксі (дані на 2011 рік)
Маршрутне таксі № 529: вул. Автотранспортна — пр-т Червоної Калини (до супермаркету «Білла»; іноді — до вул. Милославської).